# Campionats del món de ciclisme en ruta de 1958
Els Campionats del món de ciclisme en ruta de 1958 es disputaren el 30 i 31 d'agost a Reims, França. Aquesta fou la primera edició en què es disputà la prova en ruta femenina.

## Resultats
| Proves :                         | Or                       | Or         | Argent                           | Argent   | Bronze                           | Bronze   |
| Proves masculines                |                          |            |                                  |          |                                  |          |
| Cursa en línia masculina detalls | Ercole Baldini · Itàlia  | 7h 29' 32" | Louison Bobet · França           | + 2' 09" | André Darrigade · França         | + 3' 47" |
| Cursa en línia masculina amateur | Gustav-Adolf Schur · RDA | 4h 53' 19" | Valère Paulissen · Bèlgica       | -        | Henri de Wolf · Bèlgica          | -        |
| Prova femenina                   |                          |            |                                  |          |                                  |          |
| Cursa en línia femenina detalls  | Elsy Jacobs · Luxemburg  | -          | Tamara Novikova · Unió Soviètica | -        | Maria Loukchina · Unió Soviètica | -        |

## Medaller
| Posició | País           | Or | Plata | Bronze | Total |
| 1       | RDA            | 1  | 0     | 0      | 1     |
| 1       | Itàlia         | 1  | 0     | 0      | 1     |
| 1       | Luxemburg      | 1  | 0     | 0      | 1     |
| 4       | Bèlgica        | 0  | 1     | 1      | 2     |
| 4       | França         | 0  | 1     | 1      | 2     |
| 4       | Unió Soviètica | 0  | 1     | 1      | 2     |
| Total   | Total          | 3  | 3     | 3      | 9     |